# Oncodamus bidens
Oncodamus bidens is een spinnensoort in de taxonomische indeling van de Nicodamidae.
Het dier behoort tot het geslacht Oncodamus. De wetenschappelijke naam van de soort werd voor het eerst geldig gepubliceerd in 1878 door Karsch.